# Gilles Simon
Gilles Simon (* 27. Dezember 1984 in Nizza) ist ein ehemaliger französischer Tennisspieler.
Insgesamt gewann Simon in seiner Karriere 14 Einzeltitel – ein ATP-500-Turnier sowie 13 ATP-250-Turniere – stand zweimal im Finale und viermal im Halbfinale eines Masters-Turniers und erreichte zweimal das Viertelfinale eines Grand-Slam-Turniers.

## Karriere

### 2004–2006: Anfänge und erste Erfolge
Im Alter von sechs Jahren begann der Sohn einer Ärztin und eines Versicherungskaufmanns mit dem Tennisspielen. 2002 wurde er Profi.
2004 gab Simon in Metz sein Debüt auf der ATP Tour. 2005 erreichte er das Viertelfinale von Casablanca und stand bei den French Open erstmals im Hauptfeld eines Grand-Slam-Turniers, als er dort in der ersten Runde seinem Landsmann Olivier Patience unterlag.
2006 erreichte Simon nach Siegen über Nicolás Massú und Tomáš Berdych die dritte Runde der Australian Open, in der er Thomas Johansson unterlag. Im April erreichte er beim Turnier von Valencia das Finale, das er gegen Nicolás Almagro verlor.

### 2007–2008: Fünf Titel in zwei Jahren
In Marseille gewann Simon 2007 sein erstes ATP-Turnier, am 19. März 2007 stand er auf Platz 38 der Weltrangliste. Im selben Jahr erreichte er bei den French Open und in Wimbledon jeweils die zweite Runde. Im September gewann er in Bukarest sein zweites Turnier.
2008 gelang Simon der endgültige Durchbruch. Erstmals stand er im Finale eines Masters in Madrid, wo er in zwei Sätzen Andy Murray unterlag. In Casablanca und Indianapolis gelangen ihm zwei weitere Turniersiege. Beim Masters in Cincinnati schlug er den damaligen Weltranglistenersten Roger Federer, musste sich im Halbfinale aber Nicolas Kiefer geschlagen geben. Bei den US Open unterlag er in der dritten Runde dem Argentinier Juan Martín del Potro. Nachdem er im Finale von Bukarest den spanischen „Oldie“ Carlos Moyá bezwungen hatte und seinen dritten Turniersieg der Saison feiern konnte, kletterte er auf Rang 13 der Weltrangliste.

### 2009–2012: Weitere Titel und größter Erfolg in Hamburg
2009 startete er bei den Australian Open als Nummer 6 der Setzliste und erreichte das Viertelfinale, in dem er gegen den späteren Turniersieger Rafael Nadal in drei Sätzen ausschied. Bei den French Open erreichte er die dritte Runde; in Wimbledon erreichte er das Achtelfinale, in dem er sich dem mit einer Wildcard im Hauptfeld spielenden Juan Carlos Ferrero geschlagen geben musste.
Durch eine Knieverletzung konnte Simon die Saison 2010 nur teilweise spielen und musste auch die French Open auslassen. Nachdem er bei den US Open in der dritten Runde am Weltranglistenersten Nadal gescheitert war, gewann er im September in Metz seinen siebten ATP-Titel.
Das Jahr 2011 begann er mit seinem achten ATP-Titel in Sydney. Bei den Australian Open schied er in der zweiten Runde mit 2:6, 3:6, 6:4, 6:4, 3:6 gegen Roger Federer aus; damit kassierte er in der dritten Begegnung gegen den Schweizer seine erste Niederlage. Es folgte in Hamburg der neunte ATP-Titel und damit der erste und bislang einzige auf einem Turnier der Kategorie ATP World Tour 500.
Das Jahr 2012 wurde zu einem von Simons erfolgreichsten auf Masters-Ebene: In Monte-Carlo und Paris kam er bis ins Halbfinale, in Indian Wells erreichte er das Viertelfinale. In Bukarest konnte er außerdem zum dritten Mal das dortige 250er-Turnier gewinnen.

### 2013–2022: Solider Spieler auf der ATP-Tour und Rücktritt
Simon entwickelte sich in den Folgejahren zu einem konstanten Spieler auf der ATP-Tour, der immer mal wieder durch Achtungserfolge auf sich aufmerksam machte, obwohl ihm Erfolge bei großen Turnieren eher verwehrt blieben.
2013, 2015 und zweimal 2018 erreichte er weitere Turniersiege bei 250er-Turnieren, drei davon in seinem Heimatland Frankreich. Das erfolgreichste Masters-Turnier dieser Jahre war für ihn Shanghai: 2014 verlor er im Finale gegen Federer in zwei Sätzen jeweils im Tiebreak, 2016 unterlag er im Halbfinale in zwei Sätzen dem Turniersieger Murray. Seit 2013 erreichte Simon bei Grand-Slam-Turnieren sechsmal das Achtelfinale, konnte nach 2009 aber nur noch ein weiteres Mal bis ins Viertelfinale vordringen: 2015 in Wimbledon unterlag er in drei Sätzen Roger Federer.
Nach der Niederlage gegen Félix Auger-Aliassime im Achtelfinale des ATP-Turniers von Paris-Bercy trat Simon Anfang November 2022 vom Spitzensport zurück.

## Erfolge
| Legende (Anzahl der Siege)                           |
| Grand Slam                                           |
| ATP World Tour Finals                                |
| ATP Masters Series ATP World Tour Masters 1000       |
| ATP International Series Gold ATP World Tour 500 (1) |
| ATP International Series ATP World Tour 250 (13)     |
| ATP Challenger Tour (2)                              |

| Titel nach Belag |
| Hartplatz (9)    |
| Sand (5)         |
| Rasen (0)        |

### Einzel

#### Turniersiege

##### ATP World Tour
| Nr. | Datum              | Turnier       | Belag         | Finalgegner        | Ergebnis       |
| --- | ------------------ | ------------- | ------------- | ------------------ | -------------- |
| 1.  | 18. Februar 2007   | Marseille (1) | Hartplatz     | Marcos Baghdatis   | 6:4, 7:63      |
| 2.  | 16. September 2007 | Bukarest (1)  | Sand          | Victor Hănescu     | 4:6, 6:3, 6:2  |
| 3.  | 24. Mai 2008       | Casablanca    | Sand          | Julien Benneteau   | 7:5, 6:2       |
| 4.  | 20. Juli 2008      | Indianapolis  | Hartplatz     | Dmitri Tursunow    | 6:4, 6:4       |
| 5.  | 14. September 2008 | Bukarest (2)  | Sand          | Carlos Moyá        | 6:3, 6:4       |
| 6.  | 4. Oktober 2009    | Bangkok       | Hartplatz (i) | Viktor Troicki     | 7:5, 6:3       |
| 7.  | 26. September 2010 | Metz (1)      | Hartplatz (i) | Mischa Zverev      | 6:3, 6:2       |
| 8.  | 15. Januar 2011    | Sydney        | Hartplatz     | Viktor Troicki     | 7:5, 7:64      |
| 9.  | 24. Juli 2011      | Hamburg       | Sand          | Nicolás Almagro    | 6:4, 4:6, 6:4  |
| 10. | 29. April 2012     | Bukarest (3)  | Sand          | Fabio Fognini      | 6:4, 6:3       |
| 11. | 22. September 2013 | Metz (2)      | Hartplatz (i) | Jo-Wilfried Tsonga | 6:4, 6:3       |
| 12. | 22. Februar 2015   | Marseille (2) | Hartplatz (i) | Gaël Monfils       | 6:4, 1:6, 7:64 |
| 13. | 6. Januar 2018     | Pune          | Hartplatz     | Kevin Anderson     | 7:64, 6:2      |
| 14. | 23. September 2018 | Metz (3)      | Hartplatz (i) | Matthias Bachinger | 7:62, 6:1      |

##### ATP Challenger Tour
| Nr. | Datum          | Turnier    | Belag     | Finalgegner  | Ergebnis      |
| --- | -------------- | ---------- | --------- | ------------ | ------------- |
| 1.  | 9. Januar 2005 | Nouméa (1) | Hartplatz | Björn Phau   | 6:3, 6:0      |
| 2.  | 2. Januar 2006 | Nouméa (2) | Hartplatz | Rik De Voest | 6:2, 5:7, 6:2 |

#### Finalteilnahmen
| Nr. | Datum              | Turnier      | Belag         | Finalgegner        | Ergebnis        |
| --- | ------------------ | ------------ | ------------- | ------------------ | --------------- |
| 1.  | 16. April 2006     | Valencia     | Sand          | Nicolás Almagro    | 2:6, 3:6        |
| 2.  | 19. Oktober 2008   | Madrid       | Hartplatz (i) | Andy Murray        | 4:6, 6:76       |
| 3.  | 30. September 2012 | Bangkok      | Hartplatz (i) | Richard Gasquet    | 2:6, 1:6        |
| 4.  | 22. Juni 2013      | Eastbourne   | Rasen         | Feliciano López    | 6:75, 7:62, 0:6 |
| 5.  | 12. Oktober 2014   | Shanghai     | Hartplatz     | Roger Federer      | 6:76, 6:72      |
| 6.  | 27. September 2015 | Metz         | Hartplatz (i) | Jo-Wilfried Tsonga | 6:75, 6:1, 2:6  |
| 7.  | 26. Mai 2018       | Lyon         | Sand          | Dominic Thiem      | 6:3, 6:71, 1:6  |
| 8.  | 23. Juni 2019      | Queen’s Club | Rasen         | Feliciano López    | 2:6, 7:64, 6:72 |

### Doppel

#### Finalteilnahmen
| Nr. | Datum          | Turnier | Belag     | Partner               | Finalgegner                  | Ergebnis   |
| --- | -------------- | ------- | --------- | --------------------- | ---------------------------- | ---------- |
| 1.  | 6. Januar 2018 | Pune    | Hartplatz | Pierre-Hugues Herbert | Robin Haase Matwé Middelkoop | 6:75, 6:75 |

## Abschneiden bei Grand-Slam-Turnieren

### Einzel
| Turnier         | 2004 | 2005 | 2006 | 2007 | 2008 | 2009 | 2010 | 2011 | 2012 | 2013 | 2014 | 2015 | 2016 | 2017 | 2018 | 2019 | 2020 | 2021 | 2022 | Karriere |
| --------------- | ---- | ---- | ---- | ---- | ---- | ---- | ---- | ---- | ---- | ---- | ---- | ---- | ---- | ---- | ---- | ---- | ---- | ---- | ---- | -------- |
| Australian Open | —    | —    | 3    | 1    | 3    | VF   | —    | 2    | 2    | AF   | 3    | 3    | AF   | 3    | 2    | 2    | 2    | 1    | Q1   | VF       |
| French Open     | —    | 1    | 1    | 2    | 1    | 3    | —    | AF   | 3    | AF   | 3    | AF   | 3    | 1    | 3    | 2    | 1    | 1    | 3    | AF       |
| Wimbledon       | —    | Q3   | 1    | 2    | 3    | AF   | 3    | 3    | 2    | 1    | 3    | VF   | 2    | 2    | AF   | 2    |      | 1    | Q1   | VF       |
| US Open         | Q1   | Q1   | 2    | 2    | 3    | 3    | 3    | AF   | 3    | —    | AF   | 1    | 2    | 1    | 2    | 2    | 2    | —    | Q2   | AF       |

Zeichenerklärung: S = Turniersieg; F, HF, VF, AF = Einzug ins Finale / Halbfinale / Viertelfinale / Achtelfinale; 1, 2, 3 = Ausscheiden in der 1. / 2. / 3. Hauptrunde; Q1, Q2, Q3 = Ausscheiden in der 1. / 2. / 3. Qualifikationsrunde; nicht ausgetragen